# コヴェントリー (小惑星)
コヴェントリー (3009 Coventry) は小惑星帯に位置する小惑星。ロシアの天文学者ニコライ・チェルヌイフがクリミア天体物理天文台で発見した。
イギリスのウェスト・ミッドランズ州にある都市、コヴェントリーから命名された。